# كولنسونية مجدولة
كولنسونية مجدولة (الاسم العلمي:Collinsonia verticillata) هي نوع من النباتات تتبع جنس الكولنسونية من الفصيلة الشفوية.